# Divisões administrativas do Irã
O primeiro nível de subdivisões dos condados do Irã são as províncias.
Cada província se subdivide em condados (em persa: شهرستان shahrestān) e cada condado, por sua vez, está subdivido em distritos (em persa: بخش bakhsh). Há geralmente algumas cidades (em persa: شهر shahr) e distritos rurais (em persa: دهستان dehestān) em cada condado. Os distritos rurais são um conjunto de várias aldeias. Uma das cidades do condado é designada como sua capital.
De acordo com o governo do Irã, desde junho de 2012 (calendário iraniano 1391), os números são os seguintes:
| Português        | Singular em pesa   | Plural em persa | Total |
| ---------------- | ------------------ | --------------- | ----- |
| Províncias       | استان ostān        | استان‌ها ostānhā | 31    |
| Condados         | شهرستان shahrestān |                 | 402   |
| Distritos        | بخش bakhsh         |                 | 999   |
| Cidades          | شهر shahr          |                 | 1 167 |
| Distritos rurais | دهستان dehestān    |                 | 2 512 |

De acordo com o Centro de Estatística do Irã, os números são os seguintes, desde março de 2005 (fim do calendário iraniano 1383):
| Português        | Singular em persa  | Plural em persa | Total |
| ---------------- | ------------------ | --------------- | ----- |
| Províncias       | استان ostān        | استان‌ها ostānhā | 30    |
| Condados         | شهرستان shahrestān |                 | 324   |
| Distritos        | بخش bakhsh         |                 | 865   |
| Cidades          | شهر shahr          |                 | 982   |
| Distritos rurais | دهستان dehestān    |                 | 2 378 |

Para compreender melhor tais subdivisões, a tabela a seguir pode ser útil. Suponha que a província P se divide em dois condados: A e B. O condado A possui 3 distritos: Central X e Y. O distrito Central é o distrito que contém a Cidade M, a capital do condado. Cada distrito pode conter uma ou mais cidades, ou um ou mais DRs (distritos rurais). No nosso exemplo, o distrito Central contém Cidade M, Cidade N e DR T composta das aldeias V1, V2, V3 e V4, por sua vez; distrito X contém Cidade O e DR U; e distrito Y não possui cidades e nem DR V. O condado pequeníssimo consiste em apenas uma cidade como o único distrito, chamado Central, que é mais comum. O condado B na tabela seguinte é de tal tipo, contendo apenas uma cidade Q.
| Província | Condado | Distrito | Cidade / DR* | Aldeias        |
| --------- | ------- | -------- | ------------ | -------------- |
| P         | A       | Central  | Cidade M (c) |                |
| P         | A       | Central  | Cidade N     |                |
| P         | A       | Central  | DR T         | V1, V2, V3, V4 |
| P         | A       | X        | Cidade O     |                |
| P         | A       | X        | DR U         | V5, V6         |
| P         | A       | Y        | DR V         | V7, V8, V9     |
| P         | B       | Central  | Cidade Q     |                |